# Guenièvre (prénom)
Pour les articles homonymes, voir Guenièvre (homonymie).
Ne doit pas être confondu avec Geneviève.
Guenièvre est un prénom féminin français (anglo-normand Guinevere) issu du gallois Gwenhwyfar.  Il s'agit d'un composé des mots gallois gwen, gwyn « blanc, lumineux, saint » et hwyfar qui signifie soit « tendre, doux » ou « fantôme, esprit, fée ». Le phonème /gw/ s'est régulièrement réduit à /g/ en français, (cf. Guénolé, Guénaelle, en français).
Guenièvre est un personnage du cycle arthurien. Épouse du Roi Arthur, elle aima Lancelot du Lac qui fut détourné de la quête du Graal par l'amour qu'il portait à Guenièvre.

## Variantes linguistiques
- Anglais : Guinevere (de l'anglo-normand), Jennifer (forme rajeunie)[2]
- Cornique : Gwynnever
- Espéranto : Ginevra
- Écossais : Vanora
- Gallois : Gwenhwyfar, Guenevere (forme francisée)
- Irlandais : Findabair